# Denkte

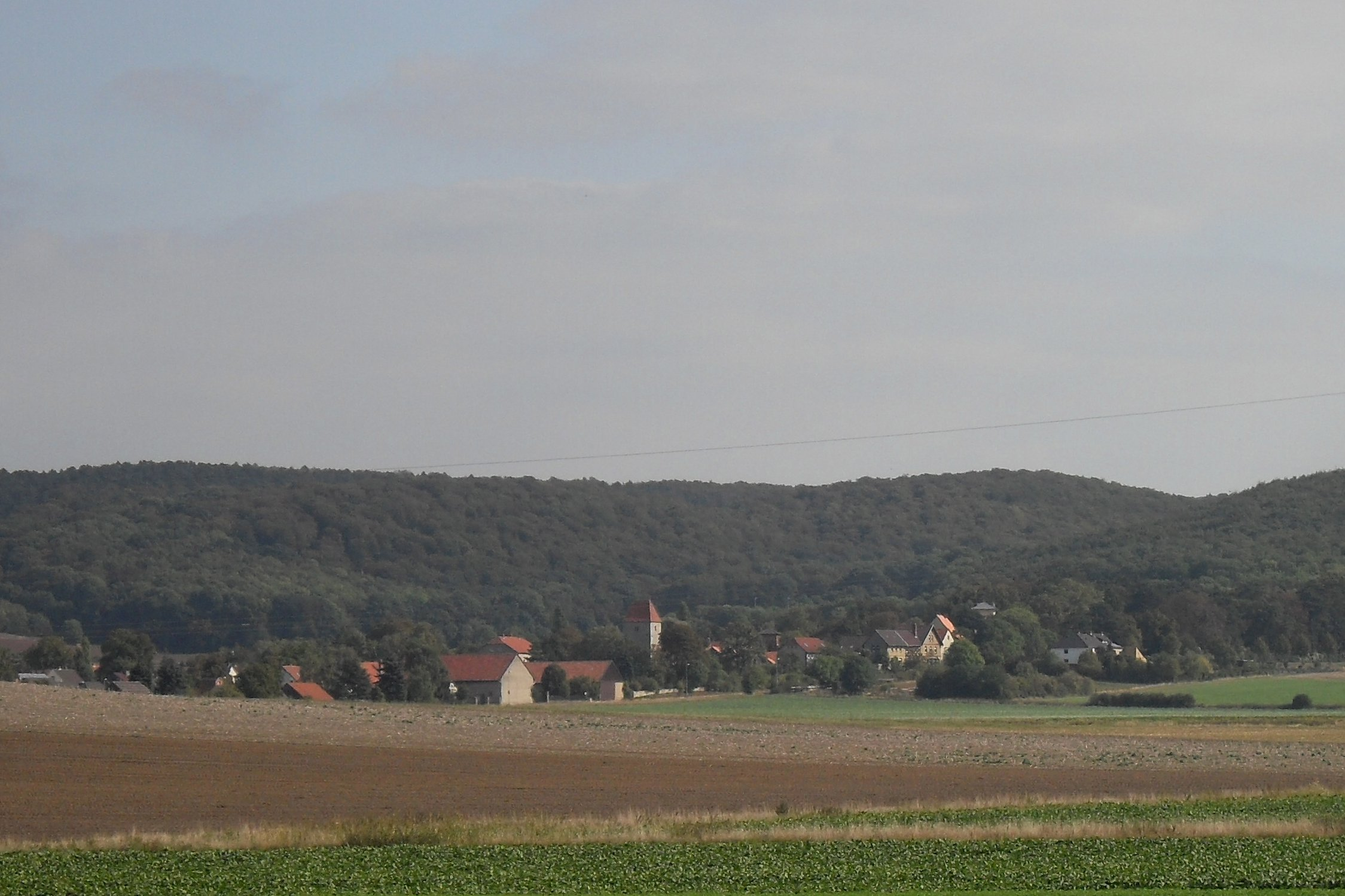
Blick auf Groß Denkte von Klein Denkte aus

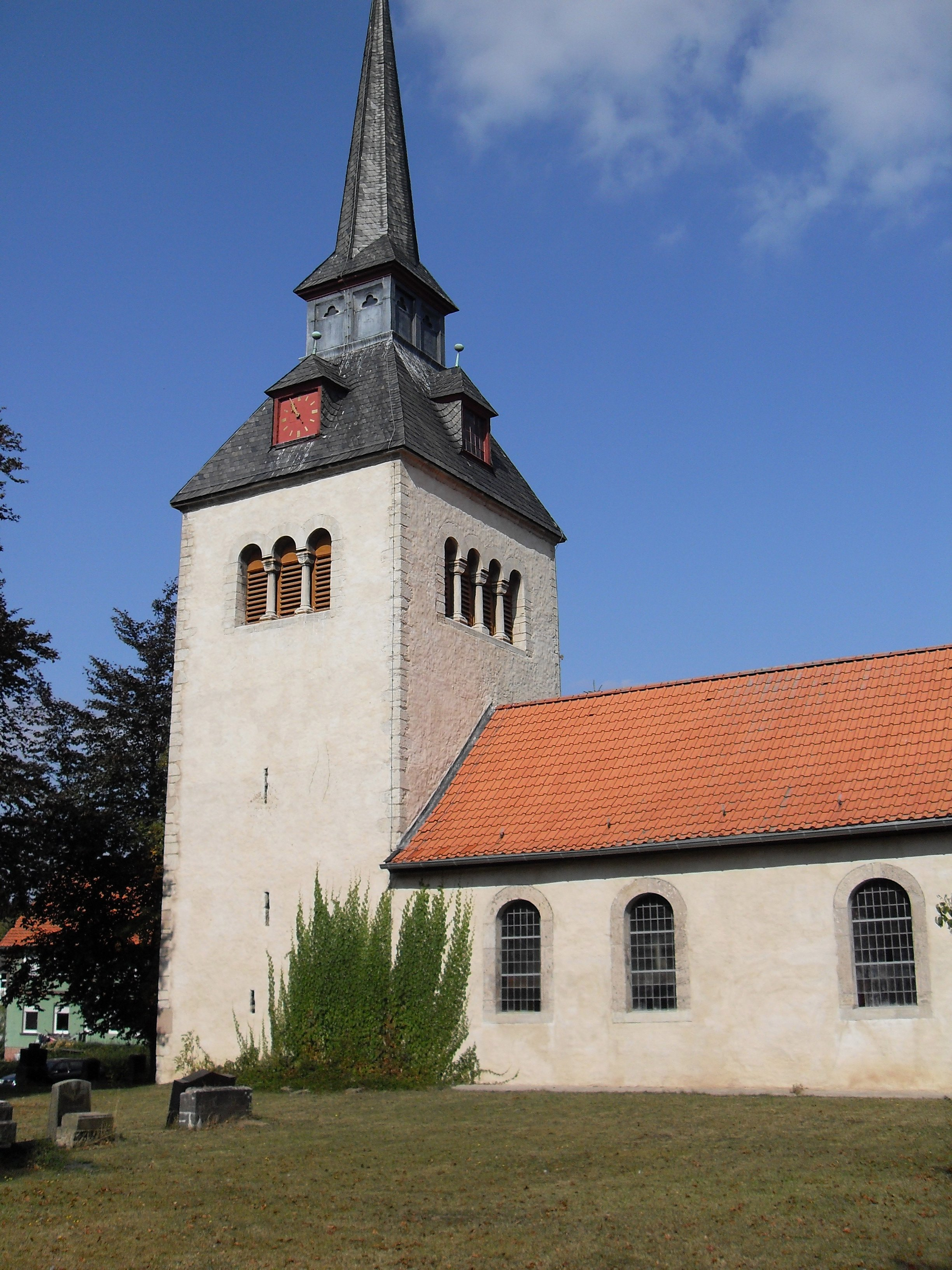
Die Kirche in Klein Denkte

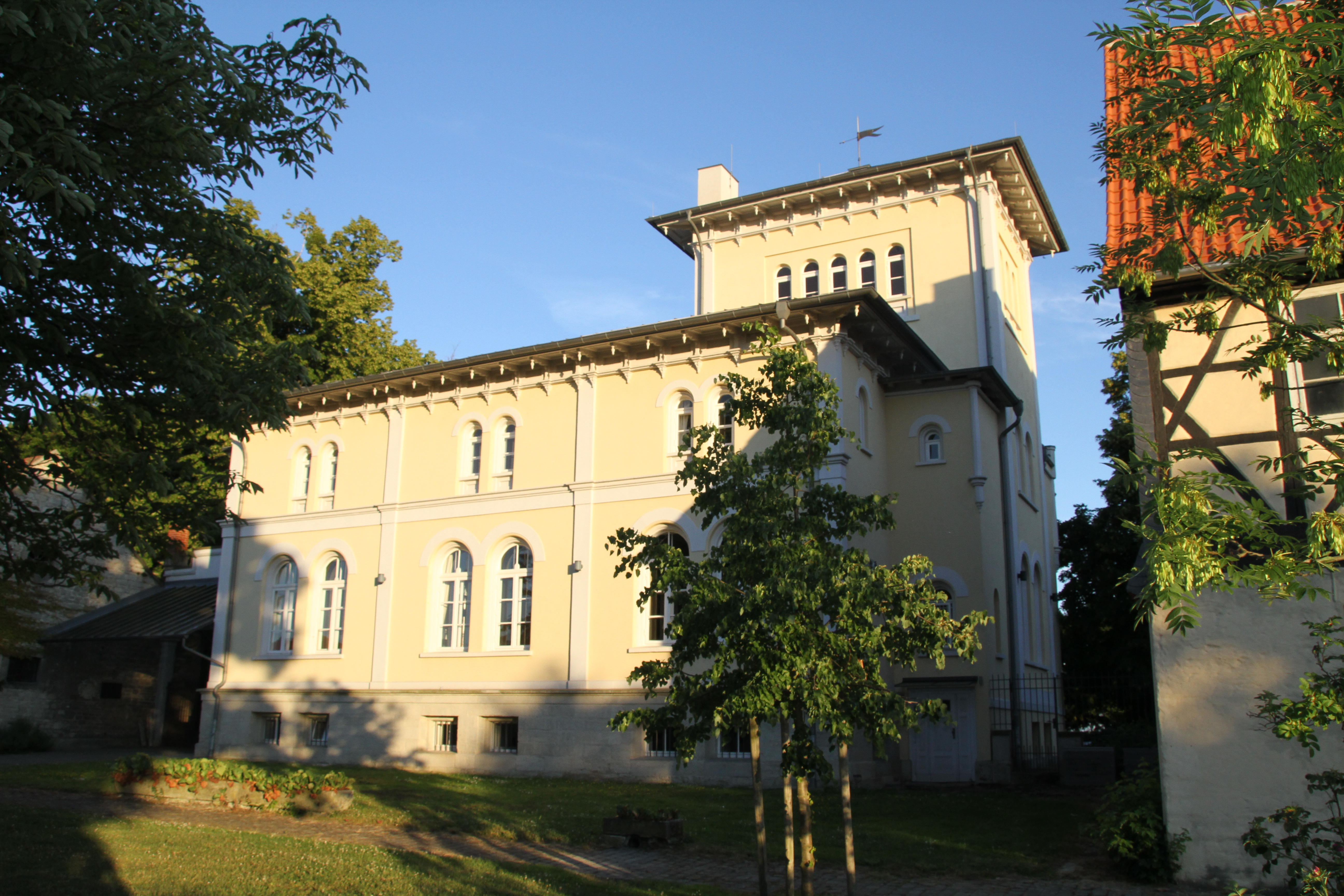
Gutshof Denkte

Denkte ist eine Gemeinde im Landkreis Wolfenbüttel in Niedersachsen.

## Geografie
Denkte grenzt direkt an die Stadt Wolfenbüttel und den Höhenzug Asse.
Die vier Ortsteile der Gemeinde sind (Stand 30. September 2024):
- Groß Denkte (1.790 Einwohner, 9,77 km²)
- Klein Denkte (419 Einwohner, 2,77 km²)
- Neindorf (316 Einwohner, 3,05 km²)
- Sottmar (244 Einwohner, 2,58 km²)

## Geschichte
Erstmals wurde die Gemeinde im 9. Jahrhundert urkundlich erwähnt. Das Dorf Groß Denkte kam durch Schenkung von 856 des Grafen Liudolf an das Stift Gandersheim. Das Stift blieb dann bis zur Säkularisation 1803 im Besitz des Ortes. Von etwa 1539 bis 1807 war das örtliche Rittergut der Sitz des adligen Gerichts Neindorf.
Im 19. und 20. Jahrhundert erfolgte ein deutlicher wirtschaftlicher Aufschwung der Region durch den Kalibergbau im Kalibergwerk Hedwigsburg, der zu einem kräftigen Bevölkerungszuwachs führte. Am 1. März 1974 wurden die Gemeinden Groß Denkte, Klein Denkte, Neindorf und Sottmar zur neuen Gemeinde Denkte zusammengefasst.
Denkte gehört seit dem 1. Januar 2015 der Samtgemeinde Elm-Asse an, die ihren Verwaltungssitz in der Stadt Schöppenstedt hat.

## Politik

### Gemeinderat
Der Rat der Gemeinde Denkte setzt sich aus 13 Mitgliedern zusammen. Die Ratsmitglieder werden durch eine Kommunalwahl für jeweils fünf Jahre gewählt.
Bei der Kommunalwahl 2021 ergab sich folgende Sitzverteilung:
| Gemeinderat 2021Insgesamt 13 Sitze - Unabh.: 1 - GfD: 6 - UWG: 6 | Gemeindewahl 2021Wahlbeteiligung: 66,11 % 50403020100 47,77 %42,12 %10,11 % UWGGfDUnabh.cAnmerkungen:c Einzelbewerber Klaus-Dieter Tucholsky |

### Bürgermeister
Seit 2016 ist Guido Bartschat ehrenamtlicher Bürgermeister der Gemeinde Denkte.
Bisherige Amtsinhaber:
- bis 2011: Guido Bartschat (CDU)
- 2011 bis 2016: Thomas Fricke (SPD)
- seit 2016: Guido Bartschat (UWG)

### Wappen
Die Gemeinde Denkte führt, anders als ihre Ortsteile, kein Wappen.

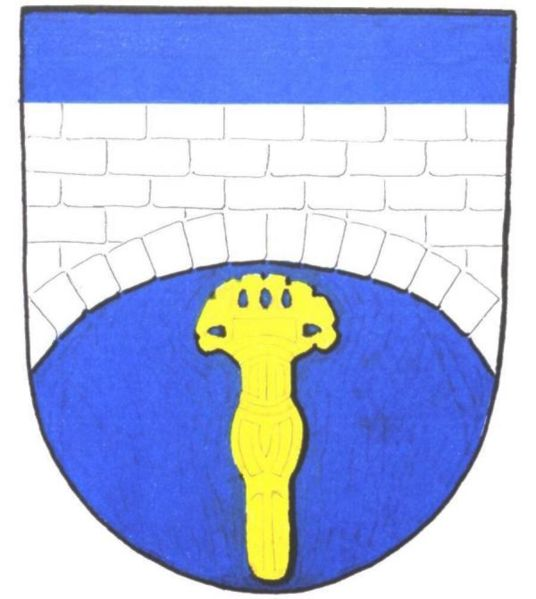
Wappen von Klein Denkte
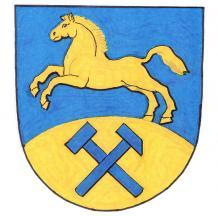
Wappen von Neindorf
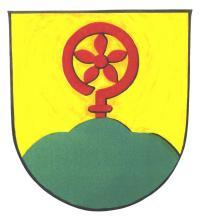
Wappen von Groß Denkte

## Verkehr
Die Bundesstraße 79 Wolfenbüttel–Halberstadt durchquert Groß Denkte in west-östlicher Richtung.